# جیمی کنستانتین
جیمی کنستانتین (انگلیسی: Jimmy Constantine; ۱۶ فوریهٔ ۱۹۲۰ – ۴ سپتامبر ۱۹۹۸) بازیکن فوتبال اهل بریتانیا بود.
از باشگاه‌هایی که در آن بازی کرده‌است می‌توان به باشگاه فوتبال منچستر سیتی و باشگاه فوتبال بری اشاره کرد.